# Poecilimon jonicus
Poecilimon jonicus är en insektsart som först beskrevs av Franz Xaver Fieber 1853.  Poecilimon jonicus ingår i släktet Poecilimon och familjen vårtbitare.

## Underarter
Arten delas in i följande underarter:
- P. j. superbus
- P. j. jonicus
- P. j. lobulatus
- P. j. tessellatus